# Dick Tiger
Richard Ihetu znany jako Dick Tiger CBE (ur. 14 sierpnia 1929 w Amaigbo w Nigerii, zm. 14 grudnia 1971 w Aba w Nigerii) – nigeryjski bokser, zawodowy mistrz świata kategorii średniej i półciężkiej.
Pochodził z plemienia Ibo. Rozpoczął karierę bokserską w 1952 w Nigerii. W 1955 przeniósł się do Wielkiej Brytanii. W 1958 zdobył tytuł zawodowego mistrza Imperium Brytyjskiego w wadze średniej. W 1959 został komandorem Orderu Imperium Brytyjskiego. W tym samym roku wyjechał do Stanów Zjednoczonych.
W 1959 wygrał i przegrał z Joeyem Giardello. W 1962, po zwycięstwach nad Florentino Fernandezem i Henrym Hankiem otrzymał szansę walki o wakujący tytuł mistrza świata wagi średniej organizacji WBA. 23 października w San Francisco pokonał na punkty Gene Fullmera i został mistrzem. W rewanżu 23 lutego 1963 w Las Vegas zremisował z Fullmerem, a w trzeciej walce 10 sierpnia tego roku w Ibadanie pokonał go przez techniczny nokaut i został uniwersalnym mistrzem świata kategorii średniej. Była to ostatnia walka Fullmera.
W następnej walce 7 grudnia 1963 w Atlantic City Tiger stracił tytuł przegrywając na punkty z Joeyem Giardello. Następnie pokonał m.in. Dona Fullmera (młodszego brata Gene’a) i Rubina Cartera (a także przegrał z Joeyem Archerem). 21 października 1965 w Madison Square Garden w Nowym Jorku Tiger odzyskał mistrzostwo wagi średniej po wygranej z Giardello na punkty. Stracił je jednak w pierwszej obronie po przegranej na punkty z Emile Griffithem 25 kwietnia 1966 w Nowym Jorku.
W kolejnej walce 16 grudnia 1966 w Madison Square Garden Tiger zmierzył się o pas mistrza świata wagi półciężkiej z obrońcą tytułu Portorykańczykiem José Torresem i wygrał na punkty po 15 rundach, stając się mistrzem świata nowej kategorii. Obronił ten tytuł w rewanżu z Torresem 16 maja 1967 w Nowym Jorku i w walce z Rogerem Rouse 17 listopada 1967. 24 maja 1968 w Madison Square Garden został znokautowany w 4. rundzie przez Boba Fostera i utracił tytuł mistrzowski.
Później wygrał walki z Frankiem DePaula, Nino Benvenutim i Andym Kendallem oraz przegrał 15 lipca 1970 z Emile Griffithem. Po tej walce zakończył karierę.
Podczas wojny domowej w Nigerii (1967-1970) popierał Biafrę i uważał się za jej obywatela. Władze Nigerii początkowo zakazały mu wjazdu do kraju, lecz po wykryciu u Tigera raka wątroby zezwoliły na powrót do ojczyzny. Zabrały mu jednak paszport i zakazały opuszczania Nigerii. Dick Tiger zmarł we własnym domu w Aba w wieku 42 lat.
W 1991 został wybrany do Międzynarodowej Bokserskiej Galerii Sławy.